# Парогазовая установка
Парогазовая установка (англ. Combined Cycle Gas Turbine, CCGT) — часть электрогенерирующей станции (ТЭС, ТЭЦ, ГРЭС), служащая для производства электроэнергии.

## Принцип действия и устройство
Парогазовая установка содержит два отдельных двигателя: паросиловой и газотурбинный. В газотурбинной установке турбину вращают газообразные продукты сгорания топлива. Топливом может служить как природный газ, так и продукты нефтяной промышленности (дизельное топливо). На одном валу с турбиной находится генератор, который за счёт вращения ротора вырабатывает электрический ток. Проходя через газовую турбину, продукты сгорания отдают лишь часть своей энергии и на выходе из неё, когда их давление уже близко к атмосферному и работа не может быть ими совершена, все ещё имеют высокую температуру. С выхода газовой турбины продукты сгорания попадают в паросиловую установку, в котел-утилизатор, где нагревают воду и образующийся водяной пар. Температура продуктов сгорания достаточна для того, чтобы довести пар до состояния, необходимого для использования в паровой турбине (температура дымовых газов около 500 °C позволяет получать перегретый пар при давлении около 100 атмосфер). Паровая турбина приводит в действие второй электрогенератор (схема multi-shaft).
Широко распространены парогазовые установки, у которых паровая и газовая турбины находятся на одном валу, в этом случае используется только один, чаще всего двухприводный генератор (схема single-shaft). Такая установка не может работать в газовом режиме (с не работающим паровым контуром), так как паровая турбина не может вращаться без пара (нужен пар на холостом ходу, для охлаждение). Также часто пар с двух блоков ГТУ—котёл-утилизатор направляется в одну общую паросиловую установку (дуплексная схема).
Иногда парогазовые установки создают на базе существующих старых паросиловых установок (схема topping). В этом случае уходящие газы из новой газовой турбины сбрасываются в существующий паровой котёл, который соответствующим образом модернизируется. КПД таких установок, как правило, ниже, чем у новых парогазовых установок, спроектированных и построенных «с нуля».
На установках небольшой мощности поршневая паровая машина обычно эффективнее, чем лопаточная радиальная или осевая паровая турбина, и есть предложение применять современные поршневые паровые двигатели в составе ПГУ.

## Преимущества
- Парогазовые установки позволяют достичь электрического КПД более 60 %. Для сравнения, у работающих отдельно паросиловых установок КПД обычно находится в пределах 33-45 %, для газотурбинных установок — в диапазоне 28-42 %
- Низкая стоимость единицы установленной мощности
- Парогазовые установки потребляют существенно меньше воды на единицу вырабатываемой электроэнергии по сравнению с паросиловыми установками
- Короткие сроки возведения (9-12 мес.)
- Нет необходимости в постоянном подвозе топлива ж/д или морским транспортом
- Компактные размеры позволяют возводить непосредственно у потребителя (завода или внутри города), что сокращает затраты на ЛЭП и транспортировку эл. энергии
- Более экологически чистые в сравнении с паротурбинными установками

## Недостатки ПГУ
- Необходимость осуществлять фильтрацию воздуха, используемого для сжигания топлива.
- Ограничения на типы используемого топлива. Как правило в качестве основного топлива используется природный газ, а резервного — дизельное топливо. Применение угля в качестве топлива возможно только в установках с внутрицикловой газификацией угля, что сильно удорожает строительство таких электростанций. Отсюда вытекает необходимость строительства недешёвых коммуникаций транспортировки топлива — трубопроводов.
- Сезонные ограничения мощности. Максимальная производительность в зимнее время.

## Применение на электростанциях
Несмотря на то, что преимущества парогазового цикла были впервые доказаны ещё в 1950-х годах советским академиком С. А. Христиановичем, этот тип энергогенерирующих установок не получил в России широкого применения. В СССР были построены несколько экспериментальных ПГУ. Примером могут служить энергоблоки мощностью 170 МВт на Невинномысской ГРЭС и мощностью 250 МВт на Молдавской ГРЭС. За последние 10 лет в России введены в эксплуатацию более 45 мощных парогазовых энергоблоков. Среди них:
- 3 ПГУ мощностью 450 МВт каждый: 2 на ТЭЦ-27[4][5] и 1 на ТЭЦ-21[6]; 3 ПГУ мощностью 420 МВт каждый: 1 на ТЭЦ-16, 1 на ТЭЦ-20, 1 на ТЭЦ-26; 1 ПГУ мощностью 220 МВт на ТЭЦ-12; 2 ПГУ мощностью 121 МВт каждый на ТЭС «Международная»[7] — в Москве
- 2 энергоблока мощностью 450 МВт каждый на Северо-Западной ТЭЦ, энергоблоки мощностью 450 МВт на Южной ТЭЦ и Правобережной ТЭЦ, энергоблок в составе двух ПГУ-180 на Первомайской ТЭЦ — в Санкт-Петербурге
- 3 энергоблока Няганьской ГРЭС суммарной мощностью 1269,8 МВт[8]
- 3 энергоблока на Сочинской ТЭС. Два энергоблока мощностью 39 МВт каждый (1-я очередь строительства). Один энергоблок 80 МВт (2-я очередь строительства)[9].
- 3 энергоблока на Челябинской ТЭЦ-4, мощностью 247, 247,5 и 263 МВт, соответственно[10].
- 2 ПГУ мощностью 450 МВт каждая на Калининградской ТЭЦ-2[11]
- 2 ПГУ мощностью 220 МВт каждая на Тюменской ТЭЦ-1[12]
- 2 ПГУ мощностью 325 МВт каждая на Ивановской ГРЭС[13] на основе ГТД-110
- 2 ПГУ мощностью 123 МВт каждая на Казанской ТЭЦ-1
- 2 ПГУ мощностью 110 МВт каждая на Казанской ТЭЦ-2
- 2 ПГУ суммарной мощностью 100 МВт на Шахтинской ГТЭС
- 1 ПГУ мощностью 400 МВт на Шатурской ГРЭС[14]
- 1 ПГУ мощностью 440 МВт на Краснодарской ТЭЦ[15]
- 1 ПГУ мощностью 230 МВт на Челябинской ТЭЦ-3[16]
- 1 ПГУ мощностью 410 МВт на Среднеуральской ГРЭС ОАО «Энел ОГК-5»
- 1 ПГУ мощностью 410 МВт на Невинномысской ГРЭС ОАО «Энел ОГК-5»
- 1 ПГУ мощностью 220 МВт на Новгородской ТЭЦ
- 1 ПГУ мощностью 110 МВт на Вологодской ТЭЦ
- 1 ПГУ мощностью 424,6 МВт на Яйвинской ГРЭС
- 1 ПГУ мощностью 330 МВт на Новогорьковской ТЭЦ
- 1 ПГУ мощностью 450 МВт на Череповецкой ГРЭС
- 1 ПГУ суммарной мощностью 800 МВт на Киришской ГРЭС (самая мощная парогазовая установка в России в 2014—2017 годах)
- 1 ПГУ суммарной мощностью 903 МВт на Пермской ГРЭС (самая мощная парогазовая установка в России с 2017 года)
- 2 ПГУ суммарной мощностью 235 МВт на Астраханской ПГУ-235 и 2 ПГУ на Астраханской ПГУ-110 (бывшая Астраханская ГРЭС) суммарной фактической мощностью 121 МВт при проектной 110 МВт.
- в различных стадиях проектирования или строительства находятся ещё около 10 ПГУ.

По сравнению с Россией в странах Западной Европы и США парогазовые установки стали широко применяться раньше. На западных ТЭС, использующих в качестве топлива природный газ, установки такого типа используются гораздо чаще.

## Альтернативное применение
В компании BMW сделали предположение о возможности использования парогазового цикла в автомобилях. Предлагается использовать выхлопные газы автомобиля для работы небольшой паровой турбины.

## Дальнейшее развитие
В развитие идеи ПГУ было предложено использовать газогенератор для получения горючего газа из угля, биомассы и проч.